# Arturo Huenchullán
Arturo Huenchullán Medel (16 de agosto de 1901, Victoria - 27 de noviembre de 1978, Santiago de Chile) fue un profesor, dirigente mapuche y diputado chileno. Se destacó como líder de la Sociedad Caupolicán Defensora de la Araucanía entre 1925 y 1927, y por haber sido el primer mapuche en realizar estudios de postgrado en Estados Unidos.

## Biografía
Nació el 16 de agosto de 1901 en Victoria, provincia de Malleco, siendo hijo de Ignacio Huenchullán y Sara Medel. Su infancia transcurrió durante el periodo de conformación de las reducciones mapuches luego de la Ocupación de la Araucanía por parte del Ejército de Chile.
Cursos sus primeros estudios en la Escuela Básica de Victoria, y luego en la Escuela Normal de la misma ciudad, Posteriormente cursó estudios en Derecho en la Universidad de Chile.
Durante su juventud se integró a la Sociedad Caupolicán Defensora de la Araucanía, y en diciembre de 1925 resulta electo como su presidente, en reemplazo de Manuel Manquilef, quien había sido electo diputado por el Partido Liberal Democrático. En su nuevo rol, la Sociedad revisa sus posturas en torno a aspectos como la subdivisión de tierras y la integración de los mapuches en la sociedad chilena, marcando un quiebre con el liderazgo desarrollado previamente por Manquilef. En este proceso, Huenchullán se erige como el principal líder en acercar posiciones con la Federación Araucana de Manuel Aburto Panguilef, llevando a la unión de ambas organizaciones en el marco del Comité Ejecutivo de la Araucanía.
En 1927 es seleccionado por el Gobierno de Carlos Ibáñez del Campo, junto a otros siete docentes chilenos, para cursar estudios de postgrado en Estados Unidos. A partir de esta experiencia alcanza el grado de Doctor en Ciencias de la Educación por el George Peabody College for Teachers, actualmente parte de la Universidad Vanderbilt. El nombre de Arturo Huenchullán aparece además en los registros de estudiantes chilenos del Teachers College de la Universidad de Columbia, los años 1928 y 1929, cursando estudios de "Educación Rural y Civilizaciones Indígenas". Por esta trayectoria ha sido reconocido como uno de los primeros indígenas latinoamericanos con estudios de postgrado en una universidad estadounidense. Entre 1929 y 1931 participó además en los programas de verano (summer sessions) organizados por el Columbian College de la Universidad George Washington.
Luego de volver a Chile se presenta como candidato a diputado para las elecciones parlamentarias de 1932, resultando electo por el Partido Democrático para el periodo 1933-1937. Fue candidato nuevamente por el mismo partido en las elecciones de 1941, y por el Partido Democrático del Pueblo en las de 1949, sin volver a ser electo.
Luego de su paso por la política se dedicó a la docencia, especializandose en la enseñanza de niños indígenas. En 1942 contrajo matrimonio con Corina del Carmen Pino, con quien tuvo seis hijos.
Falleció en Santiago el 27 de noviembre de 1978, siendo enterrado en Cementerio General de Santiago. En 1998 su cuerpo fue trasladado al Cementerio Municipal de la ciudad de Lautaro.